# Thomas Mathew Kuttimackal
Thomas Mathew Kuttimackal (ur. 25 lutego 1962 w Kalloorkad) – indyjski duchowny katolicki, biskup Indore od 2024.

## Życiorys

### Prezbiterat
Święcenia kapłańskie otrzymał 25 listopada 1987 i został inkardynowany do diecezji Indore. Pracował głównie jako duszpasterz parafialny oraz jako dyrektor diecezjalnych szkół. W latach 2002–2004 był wicerektorem niższego seminarium, a w latach 2021–2024 kierował parafią katedralną.

### Episkopat
17 lutego 2024 papież Franciszek mianował go biskupem diecezjalnym Indore. Sakry udzielił mu 5 kwietnia 2024 jego poprzednik biskup Chacko Thottumarickal.